# Ernest Walton
Ernest Thomas Sinton Walton (født 6. oktober 1903, død 25. juni 1995) var en irsk fysiker, der modtog nobelprisen i fysik i 1951 sammen med John Cockcroft for at dele atomkernen, hvilket de gjorde på Cambridge University i begyndelsen af 1930'erne.